# Zygiella atrica
Espèce
Synonymes
- Eucharia atrica C. L. Koch, 1845

Zygiella atrica est une espèce d'araignées aranéomorphes de la famille des Araneidae.

## Distribution
Cette espèce se rencontre en Europe. Elle a été observée en France, en Allemagne, au Luxembourg, en Belgique, au Royaume-Uni, en Irlande, en Norvège, dans le sud de la Suède, en Finlande, en Lettonie, en Estonie, en Pologne, en Tchéquie, en Hongrie, en Ukraine, en Bulgarie, en Albanie, , en Croatie, en Italie, à Malte, à Chypre, en Espagne, au Portugal et en Andorre.
Elle a été introduite aux États-Unis et au Canada, et en Russie à Sakhaline.

## Habitat
Cette espèce peut se rencontrer à l'extérieur des bâtiments et dans les ouvertures des portes et des fenêtres. Dans la nature, elle affectionne les arbustes, les genévriers, les petits pins, les prairies et les rivages.

## Description

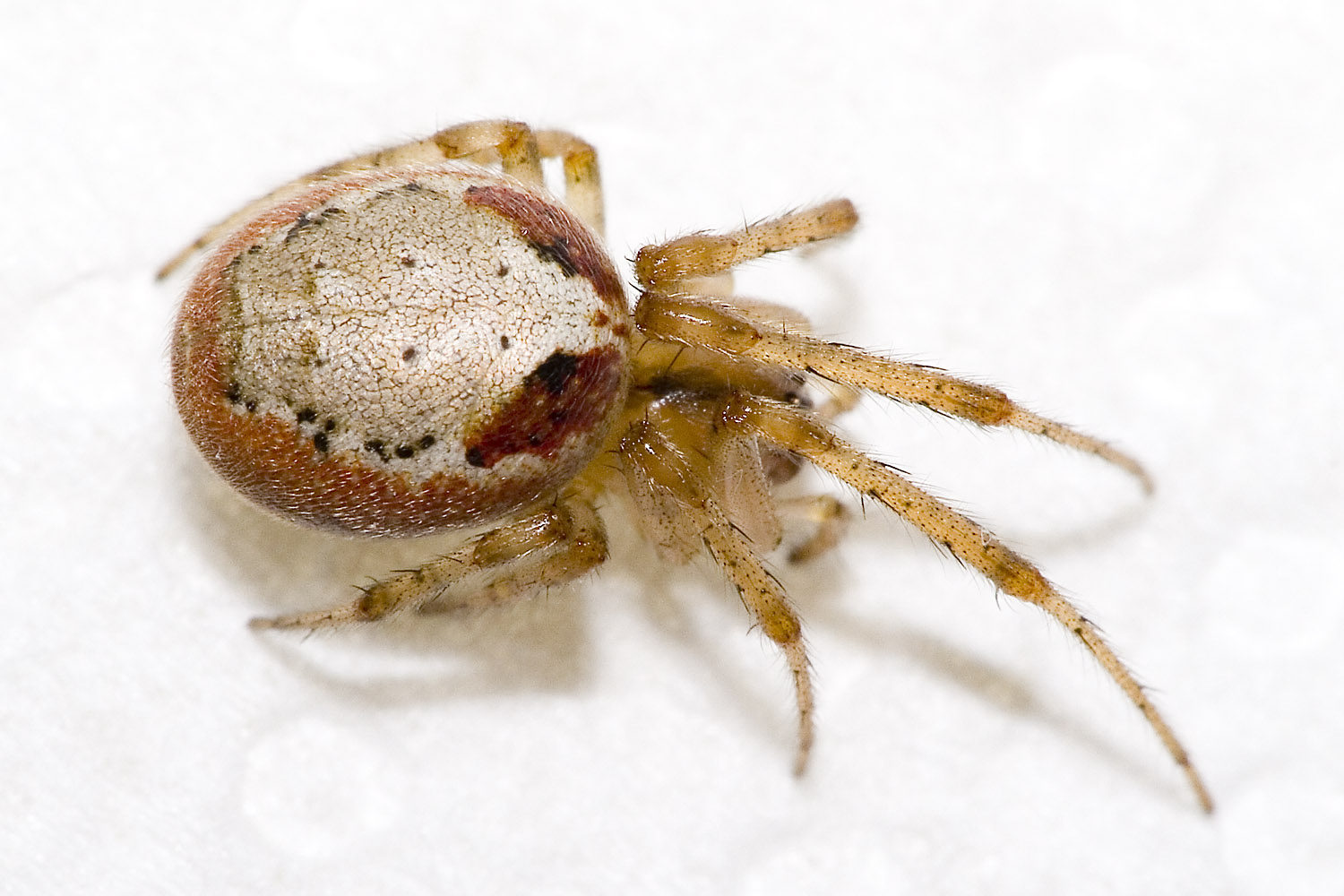
Zygiella atrica ♀

Les mâles mesurent de 4,5 à 7,0 mm et les femelles de 8,0 à 9,5 mm.

### Diagnose
La partie antérieure du cephalothorax est jaune brunâtre pâle avec une ligne de contour et médiane brune. L'abdomen est robuste avec une grande zone blanc grisâtre à l'arrière, des bords noirs ondulés et une tache brun rouille des deux côtés. Les pattes sont jaune brunâtre avec d'étroites bandes marron.

### Description du mâle

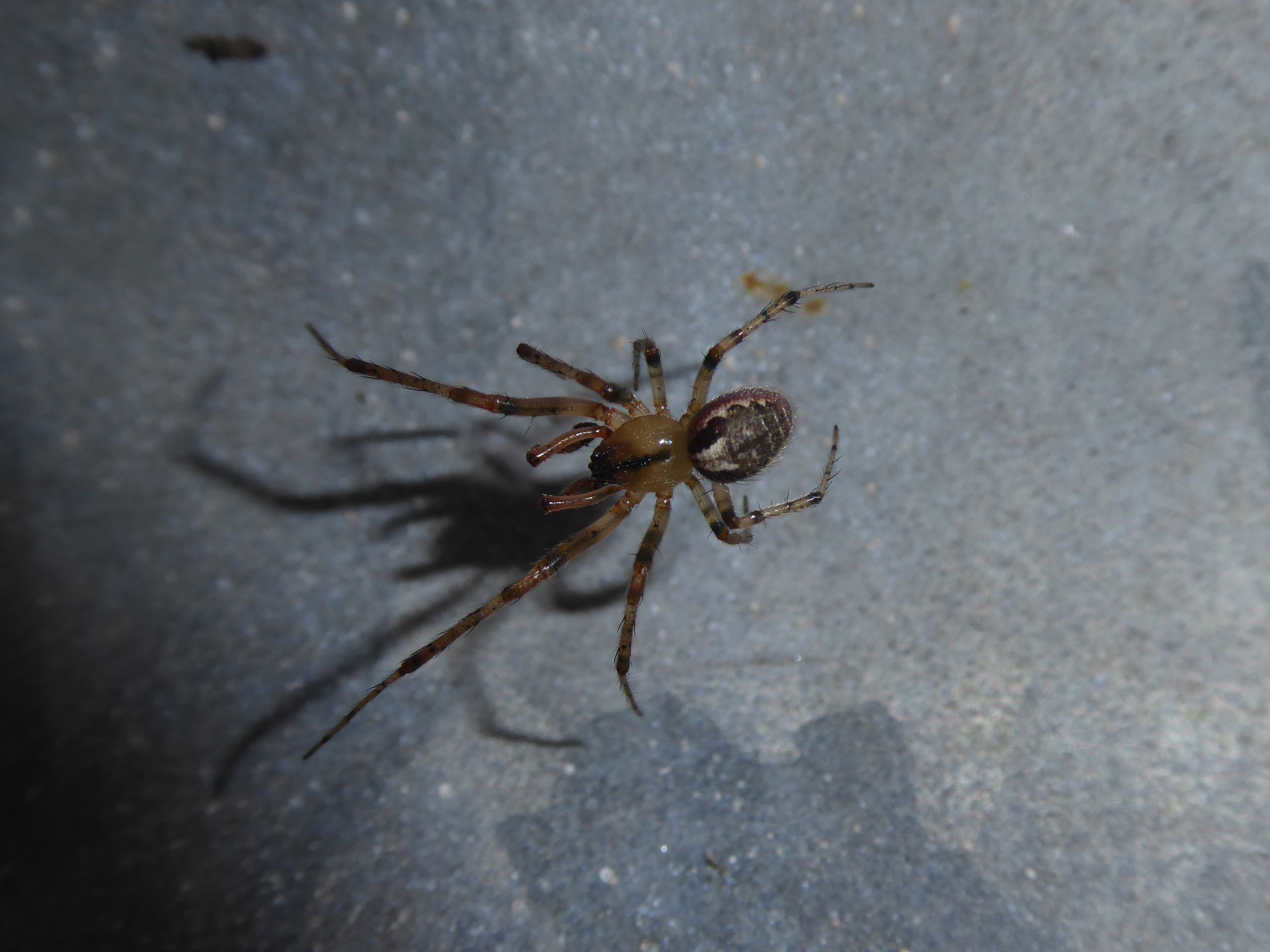
Zygiella atrica ♂ (Parc national de Cairngorms, Ecosse)

La carapace est d'un brun jaunâtre clair. La tête est plus sombre ainsi qu'une courte bande médiane. Le bord présente parfois une ligne noirâtre étroite. La fovea est bien visible. Les chélicères sont brun rougeâtre avec les crocs noirs à la base. Le sternum est brun jaunâtre et plus foncé au bord. 
Une partie saillante pointu est présente sur la hanche de la patte IV. Les pattes sont brun jaunâtre pâle et faiblement annelées. 
Le dos de l'abdomen est grisâtre, plus foncé aux bordures, rougeâtre aux coins antérolatéraux et en arrière. Le ventre est gris avec des points blanchâtres. L'opercule du poumon est blanc jaunâtre.
Les palpes sont brun rougeâtre clair. Les palpes sont beaucoup plus longs que la carapace. Le tibia est plus long que le cymbium et porte de longs poils dorsaux denses. Le paracymbium présente une pointe étroite. La longueur du tegulum est presque parallèle à la longueur du cymbium. Une apophyse médiane est présente avec 2 points distaux. L'embolus est distalement très mince. Le bulbus ne présente pas d'apophyse terminale.

### Description de la femelle

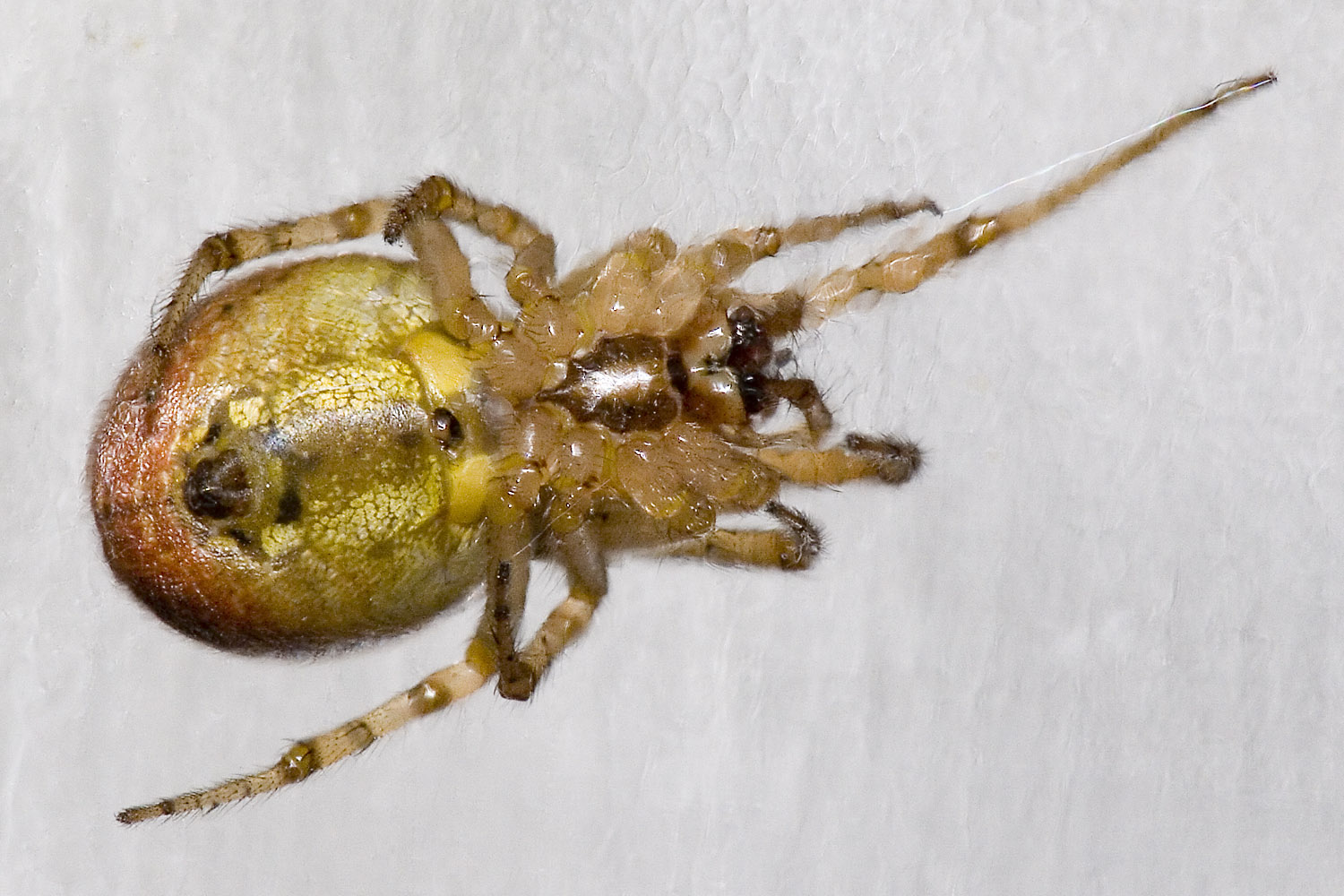
Zygiella atrica ♀ vue de dessous

La coloration de la femelle est semblable à celle du mâle avec le bord de la carapace large et noirâtre.
Le bord antérieur de l'ouverture centrale de l'épigyne est lisse. Le canal copulatoire est étroit et incurvé. Les réceptacles sont ovales et fortement sclérotisés.

## Reproduction
Les adultes sont présents de la mi-juillet à la fin octobre et l'accouplement a lieu en automne. La femelle confectionne un sac brun clair avec une texture lâche pouvant contenir 80 œufs brunâtres.

## Toile
Zygiella atrica construit une toile orbiculaire avec de 43 à 50 rayons, un moyeu à mailles fines et un étroit secteur manquant.

## Systématique et taxinomie
Cette espèce a été décrite sous le protonyme Eucharia atrica par le naturaliste allemand C. L. Koch en 1845. Elle est placée dans le genre Epeira par Westring en 1851, dans le genre Zilla par Thorell en 1856 puis dans le genre Zygiella par Simon en 1929.

## Espèce proche
Zygiella atrica est assez semblable à Zygiella x-notata.

## Publication originale
- C. L. Koch, 1845 : Die Arachniden. Nürnberg, C.H. Zeh’sche Buchhandlung, vol. 12, p. 1–166 (texte intégral).